# فجوة الزواج
يصف مصطلح فجوة الزواج الاختلافات الاقتصادية والسياسية الملحوظة بين المتزوجين والعزاب، ويمكن مقارنة فجوة الزواج والفجوة بين الجنسين مع عدم الخلط بينهما.

## السياسة والزواج
كجزء من فجوة الزواج هذه، نجد أن غير المتزوجين «يعتبرون أكثر تحررًا» من المتزوجين. ومع القليل من الاختلاف مع المعتدلين في الظاهر، فإن المتزوجين المستجيبين كانوا محافظين بنسبة 9 في المائة أكثر, أما المستجيبين من العزاب كانوا متحررين بنسبة 10 في المائة أكثر.
يميل المتزوجون إلى الاحتفاظ بآرائهم السياسية وهذا يختلف عن الذين لم يتزوجوا من قبل.

### الانتماء الحزبي في الولايات المتحدة
في الولايات المتحدة، أن تكوني امرأة متزوجة يرتبط بمستوى أعلى من الدعم للحزب الجمهوري, وأن تكون أعزبًا فأنت مع الحزب الديموقراطي، ولا يوجد اختلاف جوهري بين جميع المتزوجين. فهناك 32 في المائة من المتزوجين يطلقون على أنفسهم جمهوريين و 31 في المائة يقولون بأنهم ديمقراطيون , بينما العزاب 19 في المائة جمهوريون و38 في المائة ديمقراطيون. وهذا الاختلاف هو الأكثر إثارة للدهشة ما بين المتزوجات والعازبات، حيث كان 15 في المائة من المستجيبات المتزوجات ينتمين للحزب الجمهوري بينما العازبات 11 في المائة منهن ينتمين للحزب الديمقراطي.

### القضايا السياسية
تتضح فجوة الزواج هذه في مجموعة من القضايا السياسية في الولايات المتحدة:
- زواج المثليين, 11% وأكثر من المتزوجين يؤيدون التعديلات الدستورية التي لا تسمح به[2]
- الإجهاض, 14% وأكثر من المتزوجين يؤيدون منعه تمامًا[2]
- الإيصالات المدرسية, 3% وأكثر من المتزوجين يؤيدونها[2]

## الزواج والمعاشرة
لم يتضح بعد أن هناك ارتباطًا بين الزاوج الذي يتخذ طابعًا رسميًا سواء قانونيًا أو دينيًا والنتائج الجيدة سوى بالمعاشرة طويلة المدى، وجزء من هذه المسألة أنه في الكثير من البلاد الغربية يحدث معاشرة بين الزوجين قبل الزواج؛ لذا قد يرجع استقرار الزواج الناتج ثمار المعاشرة.

«لأننا نقبل المعاشرة لمدة طويلة فإن من يتزوجون ويحافظون على زواجهم هم أزواج بينهم انسجام كبير، وهم أناس يؤمنون بأشياء معينة تساهم في هذا الاستقرار. لذا في الواقع يكون تأثير الاختيار له أهمية كبيرة. أجل حقيقي أن المتزوجين - في المتوسط - يظلون معًا لفترة أطول من الذين يعيشون معًا دون زواج، لكن المعاشرة كلمة لا معنى لها لأنها تضم عددًا كبيرًا ومختلطًا من العلاقات؛ لذا لا توجد مقارنة بينها وبين الزواج. لهذا من الأفضل التحدث عن الزوج الرسمي وغير الرسمي: هؤلاء الذين لديهم شهادات قانونية ومن لا يملكون هذه الشهادات، هل هناك أي فرق بين الزواج الرسمي وغير الرسمي? وفي الحقيقة أنه إذا قارنا الشيء بمثله فأنا متأكد أنك ستجد الكثير من الاختلاف.» 

## تفسير البيانات
هناك عدة تفسيرات لفجوة الزواج؛لأنه غير واضح لأي
مدى ترجع إلى السببية وما الذي ترتبط به، وربما يكون من لديهم عدد من المؤشرات الإيجابية المستقبلية هم من يقدمون على الزواج وذلك فيما يتعلق بالثروة والتعليم.
ي

إن الفرق بين علاقة الترابط والسببية يضع حدًا نهائيًا للجدل حول الزواج، والأدلة لا لبس فيها؛ فالأطفال نتاج الزواج يكونون أكثر صحة ونتائجهم أفضل في المدرسة والأقل ارتكابًا للجرائم يتعلمون لأعلى حد ويحققون مستويات أعلى من الرفاهية، من السهل على رجال السياسة استنتاج - وتأكيد - أن المتزوجين ينجبون أطفالاً فائقين، وليس بالضرورة أن يكون أداء الأطفال أفضل بسبب زواج الوالدين وهناك القليل من الدلة التي تقول بأن الزواج وحده في غياب ما سواه يفيد الأطفال.